# Ingrid Björk
Ingrid Maria Severina Björk, född 28 september 1927 i Stockholm, är en svensk skådespelare.

## Filmografi
- 1941 – Striden går vidare
- 1941 – Spökreportern
- 1941 – Ett ögonblick redaktörn
- 1944 – Släkten är bäst
- 1944 – Flickan och Djävulen
- 1946 – Djurgårdskvällar
- 1949 – Lattjo med Boccaccio
- 1949 – Skolka skolan
- 1950 – Stjärnsmäll i Frukostklubben
- 1951 – Fröken Julie
- 1951 – Puck heter jag
- 1951 – Spöke på semester
- 1951 – Sköna Helena
- 1952 – Kalle Karlsson från Jularbo

## Teater

### Roller (ej komplett)
| År   | Roll        | Produktion                                                           | Regi           | Teater        |
| ---- | ----------- | -------------------------------------------------------------------- | -------------- | ------------- |
| 1947 | Medverkande | Alltid pippi, revy Stig Bergendorff och Gösta Bernhard               | Gösta Terserus | Casinoteatern |
| 1948 | Medverkande | Oh, eller Olympiska hetsen, revy Stig Bergendorff och Gösta Bernhard | Gösta Terserus | Casinoteatern |
| 1950 | Medverkande | 25-öresrevyn, eller Hjälp, revy Stig Bergendorff och Gösta Bernhard  | Gösta Terserus | Casinoteatern |
| 1951 | Medverkande | Drömtolvan, revy Stig Bergendorff och Gösta Bernhard                 | Gösta Terserus | Casinoteatern |

### Fotnoter
1. ↑  ”Ingrid Björk”. Svensk Filmdatabas. http://sfi.se/sv/svensk-filmdatabas/Item/?type=PERSON&itemid=62432&ref=%2ftemplates%2fSwedishFilmSearchResult.aspx%3fid%3d1225%26epslanguage%3dsv%26searchword%3dIngrid+Bj%C3%B6rk%26type%3dPerson%26match%3dBegin%26page%3d1%26prom%3dFalse. Läst 15 oktober 2012.
2. ↑  Lbk (4 september 1947). ”Teater Musik Film: 'Alltid pippi' på Casinoteatern”. Dagens Nyheter:  s. 9. https://arkivet.dn.se/tidning/1947-09-04/238/9. Läst 13 september 2020.
3. ↑  Wenner (2 september 1948). ”Teater Musik Film: Casino: 'Oh!'”. Dagens Nyheter:  s. 9. https://arkivet.dn.se/tidning/1948-09-02/237/9. Läst 13 september 2020.
4. ↑  ”Teater Musik Film: Jubileumspremiär på Casino”. Dagens Nyheter:  s. 14. 3 september 1950. https://arkivet.dn.se/tidning/1950-09-03/237/14. Läst 13 september 2020.
5. ↑  Öhn (7 september 1951). ”Teater Musik Film: 'Drömtolvan' på Bryggargatan”. Dagens Nyheter:  s. 9. https://arkivet.dn.se/tidning/1951-09-07/241/9. Läst 13 september 2020.